# Филип фон Папенхайм
Филип фон Папенхайм (на немски: Philipp von Pappenheim; * 14 декември 1542; † 13 ноември 1619) е от 1612 г. до смъртта си имперски наследствен маршал на Папенхайм в Бавария, въвежда реформацията в Грьоненбах.

## Биография
Той е петият, най-малък син на маршал Волфганг I фон Папенхайм († 1558) и съпругата му Магдалена/Маргарета фон Рот († 1555). Брат е на Конрад († 1603), Волфганг II († 1585) и Вилхелм III († 1550) и Кристоф III († 1569).
След смъртта на баща му Филип и братята му Волфганг II и Кристоф III тръгват на поклонение за Йерусалим. Планът се променя, Филип и един от братята му във Венеция се връщат обратно и отиват в Цюрих, Швейцария. В Цюрих Филип приема реформираната вяра. Обратно в Грьоненбах, той въвежда новата вяра с мотото „cuius regio, eius religio“.
От 1612 г. до смъртта си вече доста старият Филип е седем години маршал на Папенхайм. В написаното му завещание през 1613 г. той определя, че наследниците му ще загубят наследството, ако не запазят и поддържат реформацията в Грьоненбах.
При подялбата на наследството между братята след 1558, Филип получава дворец Рохенщайн и Калден. През 1563 г. той строи с тримата си братя Конрад, Волфганг II и Кристоф III долния дворец в Бад Грьоненбах. След смъртта на Кристоф Улрих фон Папенхайм през 1599 г. той получава по една трета в господствата Грефентал и Папенхайм. От Александер II фон Папенхайм той наследява през 1612 г. неговата част в господството Грефентал, също имоти в Папенхайм и части в Алгой. Чрез тези наследства и чрез защитата на тези наследства против единствената дъщеря на Александер II, Анна и нейния съпруг Ото Хайнрих Фугер, Филип успява да притежава голяма част от собственостите на цялата фамилия. За свой наследник Филип определя племенника си Волфганг Кристоф († 22 август 1635), който умира бездетен и завещава собствеността си на Максимилиан фон Папенхайм.

## Фамилия
Филип фон Папенхайм се жени за Урсула фон Елербах и втори път пр. 1560 г. за Анна фон Винебург-Байлщайн (* 1570; † 30 септември 1635). Двата му брака са бездетни.

## Галерия
- Дворец в Бад Грьоненбах, построен 1563
- Гербът на Филип фон Папенхайм на прозорец на църквата в Хербисхофен